# 北条氏尭
北条 氏尭（ほうじょう うじたか）は、戦国時代の武将。後北条氏の一族。第2代当主・北条氏綱の四男で北条氏康、北条為昌の弟。幼名は菊王丸。通称は十郎、官位は左衛門佐。

## 生涯
弘治元年（1555年）6月12日に上野平井に長吏職を宛行う文書を出しているのが氏尭の活動に関する初見である。同日付けで全く同じ内容の文書が北条宗哲からも出されているため、宗哲の後見を受けていたと推測される。この時の氏尭の立場は不明だが、平井城代を務めていた可能性が高い。また、7月5日には安房への軍事行動を展開している。
永禄元年（1558年）に足利義氏を氏康邸で饗応した際には給仕役を務めている。
永禄3年（1560年）に宗哲の長子・三郎が死去すると小机城主となった。この年の7月2日には伊達晴宗に外交文書を出しており、外交も担う立場となっていた。
永禄4年（1561年）に長尾景虎の関東進出すると、防衛のために河越城に入城した（小田原城の戦い）。
永禄7年（1564年）以前の4月8日に死去した。氏尭の遺児である氏忠と氏光は氏康に引き取られて養育された。

## その他
長らく北条氏康の九男氏光と同一人物とされてきたが、佐脇栄智の研究で氏尭の生年がはっきりした結果、氏康と7歳しか違わないことや氏光の存在も明確になっているので、現在は氏綱の四男で氏康の弟という見方が支配的である。この問題は氏康の子供のうち、明確に生年がわかっているのは氏親、氏政、氏規と桂林院殿（北条夫人）ぐらいで後は諸説あることが問題の引き金になっている。一方で、氏康の六男（七男説もある）氏忠と氏光は氏尭の子で死後氏康に養子として引き取られたのではという説もある。また、娘は正木頼忠室になったという（田中泰行の娘とも）。